# Movetron

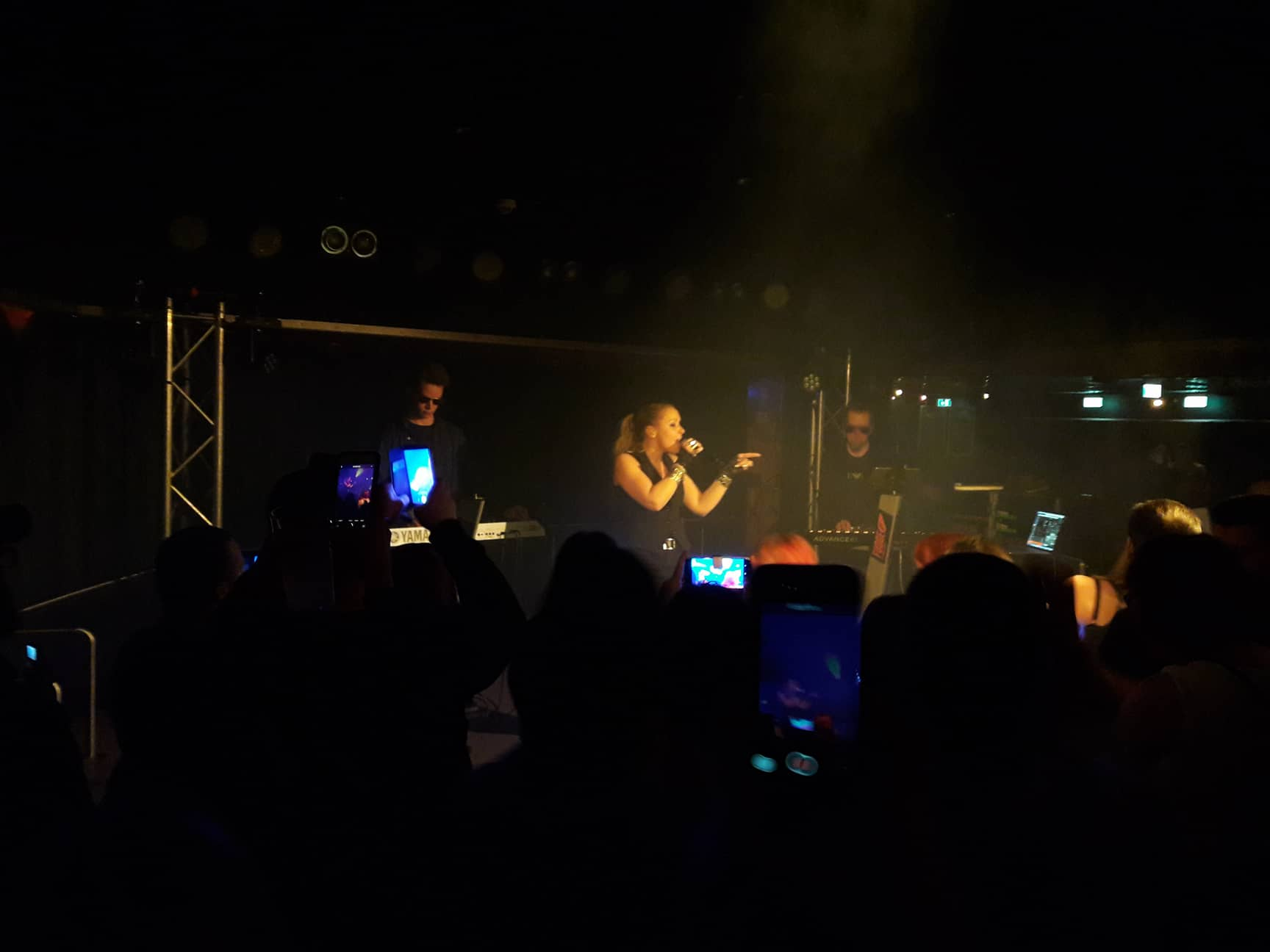
Movetron Turku, Finlandia 24.2.2018.

Movetron – fiński zespół sceny eurodance, działający w latach 1994–2000. W 2007 roku wznowił swoją działalność. Ich utwór „Cupido” został zakwalifikowany do fińskich preselekcji eurowizyjnych, Euroviisut w roku 2008. Występując w pierwszym półfinale, zajęli drugie miejsce, zdobywając 20,3% głosów i kwalifikując się do finału.